# Alexis De La Rosa
Alexis Omar De La Rosa Zuñiga (Victoria, Tamaulipas, México; 21 de enero de 1996), es un futbolista mexicano de nacionalidad estadounidense. Juega como mediocampista en el Club Santos Laguna de la Primera División Mexicana.

## Trayectoria
En la temporada 2011-12, participó en el U.S. Soccer Development Academy, en Estados Unidos, con el equipo sub 15/16 de Texans Soccer Club Houston; a lo largo de la temporada registró un total 25 partidos jugados y anotó un gol. Jugó con el equipo estadounidense durante dos temporadas y media.
En febrero de 2014 fue contratado por el Club Santos Laguna para jugar con el equipo sub-17. En su primer torneo, participó en 14 partidos y anotó un gol en la victoria de Santos sobre Pachuca por marcador de 6-2. En febrero de 2015 fue convocado para participar en el Torneo de Viareggio. Jugó dos partidos y recibió una expulsión.
El 12 de diciembre de 2015 logró el campeonato de la categoría Sub-20 cuando Santos derrotó al Club Tijuana en penales, Alexis anotó el último penal que le dio el campeonato a su equipo.

## Palmarés

### Campeonatos nacionales
| Título                            | Equipo               | Sede   | Año    |
| --------------------------------- | -------------------- | ------ | ------ |
| Primera División de México Sub-20 | Santos Laguna Sub-20 | México | A-2015 |